# キャブ・キャロウェイ
キャブ・キャロウェイ (Cab Calloway, 1907年12月25日 - 1994年11月18日) は、アフリカ系アメリカ人のジャズ・シンガー、バンドリーダー。キャブはエネルギッシュなスキャット唱法の歌手として知られ、彼のビッグバンドは1930年代初頭から1940年代後半にかけて、アフリカ系アメリカ人のバンドとしてはアメリカ最大級の人気を博した。彼のバンドはトランペットにディジー・ガレスピー、ドク・チータム、サクソフォンにベン・ウェブスター、レオン・“チュ”・ベリー、ニューオーリンズの名ギタリスト、ダニー・バーカー、ベースにミルト・ヒントンらを擁した。

## 来歴

### 生い立ち
キャブは、アメリカ合衆国ニューヨーク州ロチェスターの中産階級の家庭に生まれた。出生時の名前は、キャベル・キャロウェイIII世。ロチェスターに1918年まで住んだのち、彼はメリーランド州ボルティモアに移り住んだ。父親のキャベル・キャロウェイII世は弁護士、母親のマーサ・ユーラリア・リードは、教師と教会のオルガン奏者であった。
両親は息子の音楽的才能を見抜き、キャブは1922年には歌の個人レッスンを受けるようになり、正式な教育を通じて音楽と歌を学んだ。キャブの両親も歌の教師もジャズを認めようとはしなかったもののキャブはボルティモアのジャズクラブに出入りするようになり、やがてステージにも立つようになった。そこでドラマーのチック・ウェブ、ピアニストのジョニー・ジョーンズと出会い、彼らから教えを受けたのだった。

### キャリア初期
高校を卒業したのち、キャブはペンシルベニア州のリンカーン大学へ進学した。またキャブは姉のブランチ・キャロウェイとともに、当時人気を博していた黒人音楽のレビュー「プランテーション・デイズ」のツアーに参加した（ブランチはキャプよりも先にバンドリーダーとして成功し、キャブはショービジネスの道に進むきっかけとして彼女の存在を挙げることが多かった）。
大恐慌下にあったもののツアーが成功したこともあり、ミュージシャンとしてのキャリアを優先するために1930年に大学を中退した。その年の秋、シカゴでツアーが終わった。姉が既にシカゴでジャズ・シンガーとして成功を収めていたことから、キャブは姉とともにシカゴにとどまることを決意した。両親は父親のように彼が弁護士になることを望んでいたが、キャブの主たる興味は歌うことと、エンターテインメントにあった。
その後キャブは「ドリームランド・カフェ」、「サンセット・カフェ」、「クラブ・ベルリン」といったクラブにドラマー、歌手、司会として出演した。サンセット・カフェで、キャブはルイ・アームストロングと出会い、共演を果たした。キャブにスキャット唱法を教えたのはルイであった。

### 成功

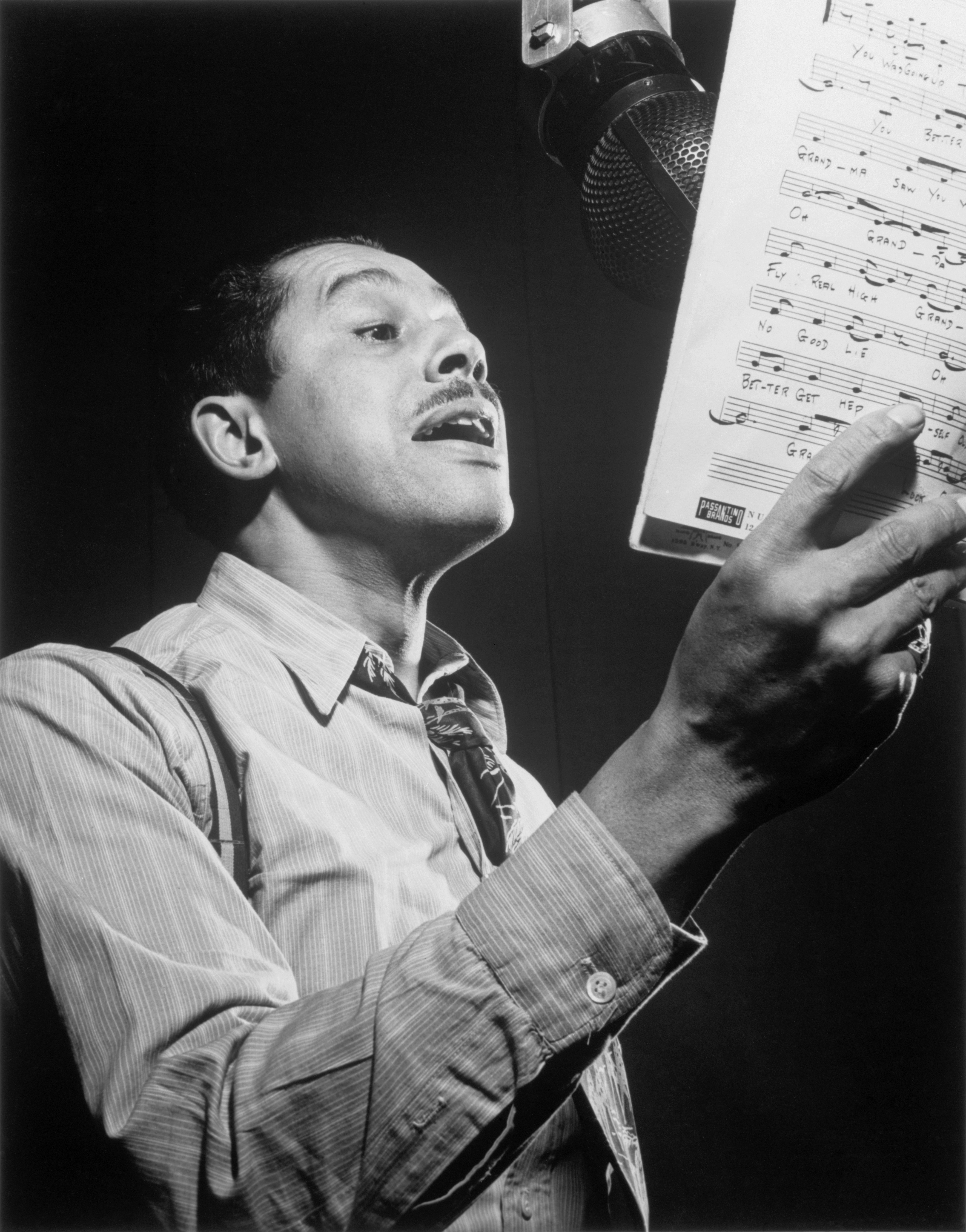
レコーディング中のキャブ（1947年）

デューク・エリントンがツアーに出て不在だった際、キャブ・キャロウェイ楽団（元々1930年に売れないバンド、ミズーリアンズを引き継いだもの）は代役として「コットン・クラブ」へ出演する機会を得た。キャブのバンドは人気を博し、エリントンのバンドとともにクラブのハウス・バンドの地位を得るに至った。そして、彼らは「コットン・クラブ」で演奏していないときは全国をツアーするようになっていった。
NBCが週2回、「コットン・クラブ」の演奏をラジオでアメリカ全土に生中継したことにより、キャブのバンドの人気は一層高まった。キャブはまた、ウォルター・ウィンチェルのラジオ番組やパラマント劇場から放送していたビング・クロスビーの番組にも出演した。このような番組出演により、キャブはエリントンとともにアメリカの主要放送ネットワークにおける人種の壁を打ち破ることに成功したのであった。
当時同様の成功を収めた多くのバンドとは異なり、キャブはバンドの主要メンバーに対してソロを聴かせる時間を充分取り、またウォルター"フッツ"トーマスの変化に富んだ編曲のおかげで、内容の濃い音楽を提供することができたのである。
1931年に、キャブは彼の最も有名な曲であり自身が中心となって作曲した「ミニー・ザ・ムーチャ」をレコーディングした。この曲と「セント・ジェイムズ・インファーマリー・ブルース」、「オールド・マン・オブ・ザ・マウンテン」の3曲は、それぞれ「ベティ・ブープ」の短編アニメ『ベティの家出』(原題：Minnie the Moocher､1932年)、『ベティの白雪姫』(原題：Snow White､1933年)、『山の老人』(原題：The Old Man of the Mountain､1933年)で使用された。
さらにロトスコープの技術によって、キャブは声の出演にとどまらず、アニメの中で彼のダンスを披露することができたのであった。キャブはこの映画をうまく利用した。より多くの注目を得るべく、映画のリリースと一部のコンサートの時期をあわせたのである。「ミニー・ザ・ムーチャ」の大成功により、この曲のコーラスの部分で歌われているフレーズになぞらえて、彼は「ハイデホー・マン」というあだ名で呼ばれるようになった。
1941年には、ディジー・ガレスピーとステージ上でいざこざとなり、キャブがガレスピーをバンドから追い出すという事件があった。ガレスピーの唾がキャブに当たったことが原因だったが、このいざこざにより、ガレスピーはキャブの足を小型ナイフで刺してしまった。
第二次世界大戦下の1943年には、20世紀フォックスの音楽映画「ストーミー・ウェザー」にも出演した。1944年には「新キャブ・キャロウェイのヘップスタージャイヴ語辞典」 (The New Cab Calloway's Hepsters Dictionary: Language of Jive)が発行された。キャブ自身が黒人特有の英語である「ジャイヴ」を解説した書の新版で、彼のファンが知らない可能性のある言い回し（例えば「kicking the gong around」とはアヘンを吸うの意であることなど）を解説している。
第二次世界大戦後の1950年代に、キャブは彼の5人の娘のうち若い3人を育てるために、家族とともにニューヨーク州ロングアイランドから同州グリーンバーグへ引っ越した。

### キャリア後期

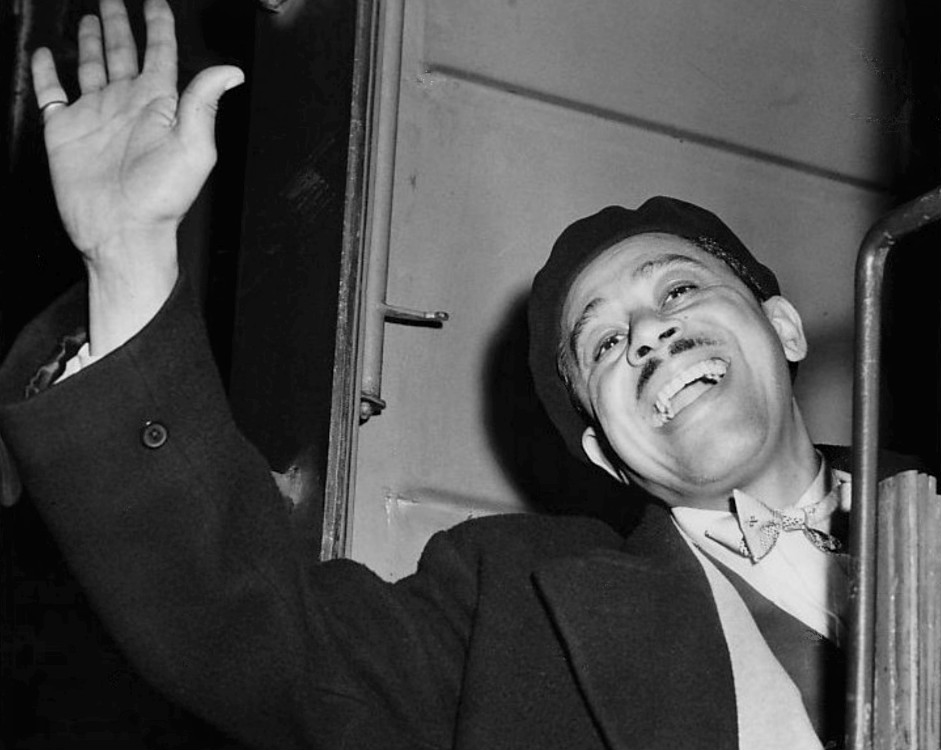
ミネアポリスに到着したキャブ（1954年）

キャリアの後期において、キャブは当時新進のメディアであったテレビジョンにおいて人気のパーソナリティーとなり、さらに映画や舞台に数多く出演し、演劇と歌の才能を発揮した。
1952年にキャブは、ウィリアム・ウォーフィールド、レオンティン・プライスらとともにジョージ・ガーシュウィンのオペラ「ポーギーとベス」において、主たる役を演じた。1965年に公開された『シンシナティ・キッド』では、スティーブ・マックイーン、アン＝マーグレット、エドワード・G・ロビンソンらと共演し、イェラー役を演じた。
1967年には、キャブはミュージカル「ハロー・ドリー」の全黒人キャストによるリバイバル（パール・ベイリー主演）にホレス・ヴァンダーゲルダー役で出演した。この作品は大きな成功を収め、RCAがそのキャスト・レコーディングをリリースした。
1973年から1974年にかけて、ブロードウェイ・ミュージカルのリバイバル、「パジャマゲーム」にハル・リンデン、バーバラ・マクネアらと出演したが、不発に終わった。1976年に、自叙伝「Of Minnie The Moocher And Me」を発行。同書には、付録として彼の書いた完全版ヘップスター辞典が収録されていた。
1980年に、キャブは映画「ブルース・ブラザース」と「セサミストリート」への出演により、再度若年層に大きな注目を浴びることとなった。世界的な大ヒットとなった前者には重要な役割を持つ脇役として出演し、さらに劇中で「ミニー・ザ・ムーチャ」を歌った。後者では、2頭のモンスターと一緒に「The Jumpin' Jive」を歌った。これらの影響もあり、同年にカルト映画「フォビドゥン・ゾーン」が公開されたが、この中でキャブのファンであるダニー・エルフマンの書いたキャブの楽曲のパロディーが使用されていた。

### 晩年
晩年にも様々なジャンルで活躍をつづけ、1986年、キャブはWWEの「レッスルマニア2」に出演。ナッソー・ベテランズ・メモリアル・コロシアムで行われたロディ・パイパーとミスター・Tのボクシング・マッチにゲスト審判として登場した。
1988年12月、キャブは唯一の来日公演を行った。神戸市と横浜市、東京都の3都市におけるステージを通じてエンターテイナーの神髄を披露したが、3日あった東京公演の2日目に体調を崩して入院。最終日の公演は中止になってしまった。
1990年には、ジャネット・ジャクソンの曲「Alright」に出演し華を添えた。イギリスでは、スナック菓子「フラフープス」のコマーシャル数件に本人またはアニメの声優として出演。そのうちのひとつでは「ミニー・ザ・ムーチャ」を歌っている。またアポロ劇場にも出演するなど、80歳を超えても精力的に活動した。

### 死去
1994年6月12日、自宅でテレビを見ていたキャブは脳梗塞で倒れ入院。その後デラウェア州ホーケシンの養護施設に移された。同年11月18日、キャブはこの脳梗塞が原因となり、家族が見守る中86歳の生涯を閉じた。キャブは亡くなる直前まで演奏活動を続けた。
1998年に、キャブの世界的な功績に敬意を表する形で「キャブ・キャロウェイ・オーケストラ」が設立された。このオーケストラは、キャブの孫であるC・キャロウェイ・ブルックスが指揮している。
また2000年に公開された「ブルース・ブラザース」の後編である「ブルース・ブラザース2000」には、キャブに敬意を表する形で写真で出演している。

## 社会活動
キャブは、1980年代にボルティモアのコッピン州立大学の「キャブ・キャロウェイ博物館」の設立を支援した。またビル・コスビーは、キャブの名前を借りてニューヨーク市の社会研究新学校 (New School of Social Research)にて奨学金制度を設立した。1994年には、デラウェア州ウィルミントンにキャブの名義で芸術学校「キャブ・キャロウェイ・スクール・オブ・アーツ」が設立された。

## 映像出演

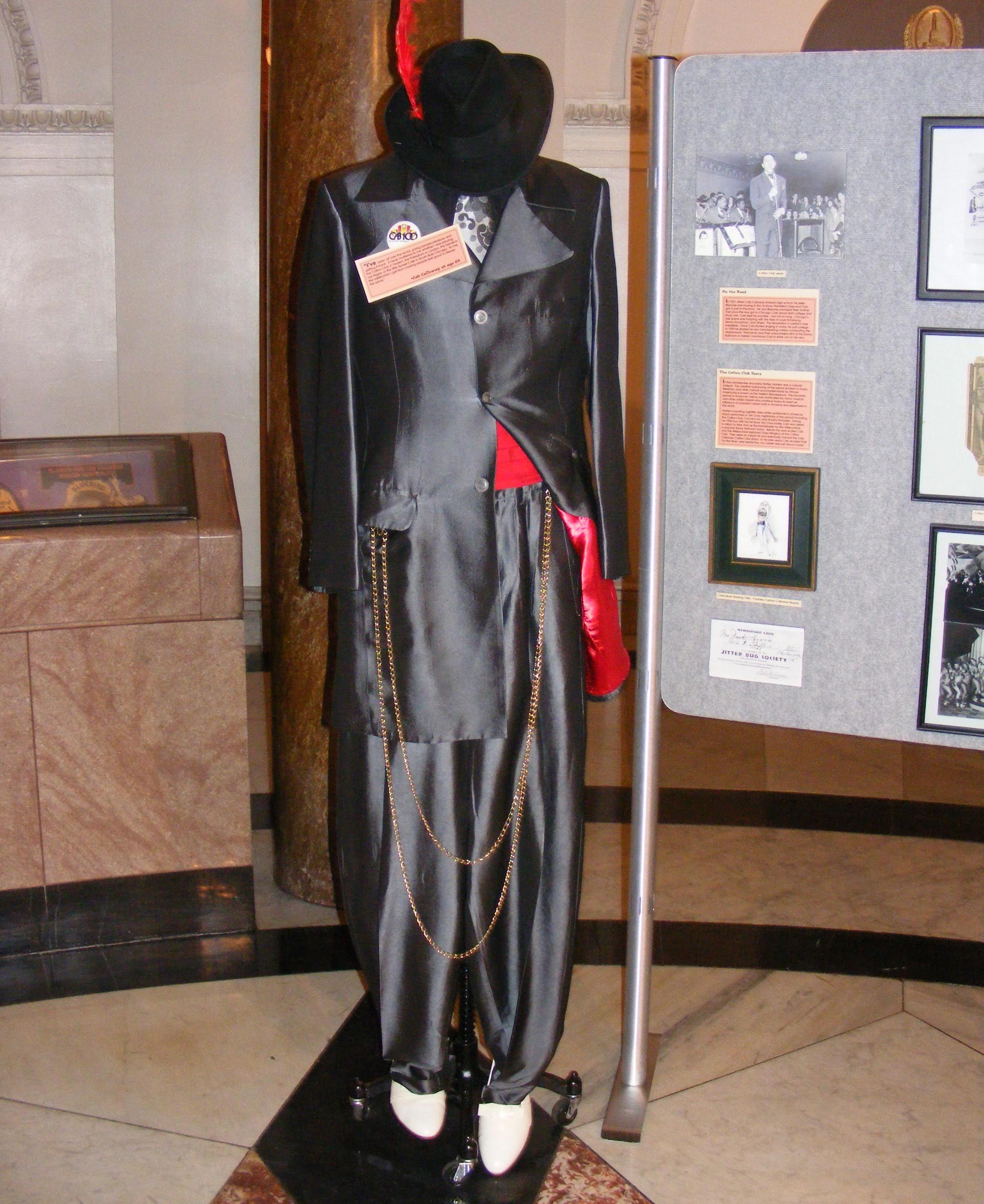
ボルティモア市役所に展示されているキャブ・キャロウェイのスーツ (2007年10月)

- 1932年 Minnie the Moocher (ベティ・ブープのアニメ映画、声とロトスコープ・ダンスの出演)
- 1932年 The Big Broadcast
- 1933年 Snow White (ベティ・ブープのアニメ映画、声とロトスコープ・ダンスの出演)
- 1933年 International House
- 1933年 The Old Man of the Mountain (ベティ・ブープのアニメ映画、声とロトスコープ・ダンスの出演)
- 1934年 Cab Calloway's Hi-De-Ho (短編ミュージカル)
- 1935年 Cab Calloway's Jitterbug Party (短編ミュージカル)
- 1936年 The Singing Kid
- 1943年 Stormy Weather
- 1945年 Sensations of 1945
- 1947年 Hi De Ho
- 1958年 St. Louis Blues
- 1965年 シンシナティ・キッド
- 1980年 ブルース・ブラザース
- 1990年 Alright (ジャネット・ジャクソンの音楽ビデオ)
- Betty Boop's Rise to Fame (既存のアニメ映像の編集版)

## ミュージカル
- 1953年 ポーギー・アンド・ベス
- 1967年 ハロー・ドリー
- 1973年 パジャマ・ゲーム
- 1976年 バブリング・ブラウン・シュガー
- 1986年 アップタウン...イッツ・ホット!

## ディスコグラフィー[3]
- 1944年 Get with Cab (WestWind)
- 1958年 The Cotton Club Revue of Cab Calloway (Gone)
- 1959年 Hi-De-Hi, Hi-De-Ho (RCA)
- 1962年 Blues Make Me Happy (Coral)
- 1987年 Stands in for the Moon (American Clave/Pangaea)
- 1993年 Featuring Chu Berry (CBS)
- 1995年 Stormy Weather (Sandy Hook)
- 1996年 Cab Calloway '45 (Magnetic)
- Jumping and Jiving (Swingtime)

### 編集盤
- 1929年 Cab Calloway and the Missourians (1929-1930) (JSP)
- 1930年 1930-1931 (Classics)
- 1930年 Jazz Heritage: Mr. Hi-De-Ho (1930-1931) (MCA)
- 1930年 The Classic Tracks (Kaz)
- 1930年 Masterpieces, Vol. 12 - Original Historic Recordings (Jazz Archives)
- 1931年 Cab Calloway and Company (RCA)
- 1931年 1931-1932 (Classics)
- 1931年 Kicking the Gong Around (ASV/Living Era)
- 1934年 1934-1937 (Classics)
- 1934年 On Film (1934-1950) (Flyright)
- 1935年 The Hi-De-Ho Man	 (RCA)
- 1935年 Are You Hep to the Jive? (Columbia/Legacy)
- 1937年 1937-1938 (Classics)
- 1937年 Penguin Swing (Jazz Archives)
- 1938年 1938-1939 (Classics)
- 1938年 Jumpin' Five (Zeta)
- 1939年 16 Cab Calloway (Classics)
- 1939年 1939-1940 (Classics)
- 1939年 Cab Calloway (Epic)
- 1940年 1940-1941 (Classics)
- 1941年 1941-1942 (Classics)
- 1943年 Jazz off the Air, Vol. 4 (Spotlite)
- 1943年 1932-1934 (Classics)
- 1944年 Cab Calloway '44 (Magnetic)
- 1944年 Soundtracks and Broadcasts (Musidisc)
- 1970年 Cab Calloway Classics (French)
- 1989年 Best of the Big Bands (Columbia)
- 1989年 Minnie the Moocher (Universal)
- 1991年 Kings of the Cotton Club (Laserlight)
- 1992年 Jazz Tribune No. 58: Cab Calloway & Co. (BMG/RCA)
- 1993年 Cab Calloway [Feat. Chu Berry] (Columbia)
- 1993年 Best of the Big Bands, Vol. 2 (Columbia)
- 1995年 Cruisin' with Cab 1930-1943 (Topaz)
- 1996年 Jumpin' Jive (EPM Musique)
- 1996年 Original Historic Recordings (Jazz Archives)
- 1996年 Jumpin' Jive (Charly)
- 1996年 The Classic Tracks (Castle)
- 1996年 Cruisin' with Cab (Magic)
- 1996年 Cab Calloway, Vol. 1: 1929-1930 (Masters of Jazz)
- 1996年 His Best Recordings: 1930-1942 (Best of Jazz)
- 1997年 The King of Hi-De-Ho (Happy Days)
- 1997年 Radio Years 1940-1945 (Storyville)
- 1997年 1930-1939 (L'art Vocal)
- 1997年 The Best of the Big Bands (Sony)
- 1998年 Jumpin' Jive (Camden)
- 1998年 1942-1947 (Classics)
- 1998年 Le Jazz de A A Z (BMG International)
- 1998年 Planet Jazz (BMG/RCA)
- 1998年 A Portrait of Cab Calloway (Gallerie)
- 1999年 King of Hi-De-Ho: 1934-1947 (Giants of Jazz)
- 1999年 100 ans de Jazz (BMG/RCA)
- 1999年 The Best of Cab Calloway (Hallmark)
- 1999年 Forever Gold (St. Clair)
- 1999年 Jiveformation Please: 1938-1941 (Jazzterdays)
- 1999年 Keep That Hi-De-Hi in Your Soul: 1933-1937 (Jazzterdays)
- 1999年 Cab Calloway & His Orchestra: Get with It (Swing House)
- 1999年 Jumpin' Jive (Swing House)
- 2000年 Classics (Classics)
- 2000年 Minnie the Moocher [Germany] (Import)
- 2000年 Jitterbug (ABM)
- 2000年 Minnie the Moocher (BMG)
- 2000年 Verve Décapante d'Un Showman Burlesque et Dandy (BMG)
- 2000年 Cocktail Hour	 (Columbia River)
- 2000年 Cabu Collection (Masters of Jazz)
- 2001年 Swinging Big Band Leader (Epm Musique)
- 2001年 Big Band Legends (Direct Source)
- 2001年 The Best of Cab Calloway (Saar)
- 2001年 Cotton Club (ZYX)
- 2001年 Jazz After Hours (Jazz After Hours)
- 2001年 Hi-De-Hi! (ASV/Living Era)
- 2001年 Vol. 1: The Early Years 1930-1934 (JSP)
- 2001年 The Incredible Cab Calloway (Varese)
- 2002年 The Jumpin' Jive (Cocktail Hour)
- 2002年 Swings (Classic World)
- 2002年 Wah-Dee-Dah (Fremeaux & Associes)
- 2002年 Jitterbug (Fabulous)
- 2002年 Who's the Swinginest Man in Town? (Jasmine)
- 2002年 Minnie the Moocher (Past Perfect)
- 2002年 The Legend (SRI)
- 2003年 The Hi-De-Ho Man: 1930-1933 (Jazz Legends)
- 2003年 1949-1955 (Classics)
- 2003年 Vol. 2: 1935-1940 (JSP)
- 2003年 The Alternative Takes: 1930-44 (Neatwork)
- 2004年 Zac Zuh Zaz (Saga Jazz)
- 2004年 The Gold Collection (Retro)
- 2004年 A Proper Introduction to Cab Calloway: Zah, Zuh, Zaz (Proper)
- 2004年 The Chu & Dizzy Years (Hep)
- 2004年 Minnie the Moocher (Castle Pulse)
- 2005年 Jukebox Hits: 1930-1950 (Acrobat)
- 2005年 Jumpin' Jive (Pegasus)
- 2005年 The Scat Song (Quadromania)
- 2005年 Cab Performs the Classics (Unlimited)
- 2005年 The Man from Harlem (Unlimited)
- 2005年 Frantic in the Atlantic (Prism Platinum)
- 2005年 Cab Calloway (Membran)
- 2005年 Hep Cats and Cool Jive (Fuel)
- 2006年 The Early Years 1930-1934 - CD A (JSP)
- 2006年 The Early Years 1930-1934 - CD B (JSP)
- 2006年 The Early Years 1930-1934 - CD C (JSP)
- 2006年 New York 1935-1937, Vol. A (JSP)
- 2006年 New York 1937-1938, Vol. B (JSP)
- 2006年 New York 1938-1939, Vol. C (JSP)
- 2006年 New York 1939-1940, Vol. D (JSP)
- 2006年 The Hi-De-Ho Man (Rev-Ola)
- 2007年 Cab Calloway (Fast Forward)